# Aquiles Serdán, Paraíso
Aquiles Serdán är en ort i Mexiko.   Den ligger i kommunen Paraíso och delstaten Tabasco, i den sydöstra delen av landet, 700 km öster om huvudstaden Mexico City. Aquiles Serdán ligger 9 meter över havet och antalet invånare är 1 046.
Terrängen runt Aquiles Serdán är mycket platt. Havet är nära Aquiles Serdán norrut. Runt Aquiles Serdán är det ganska tätbefolkat, med 70 invånare per kvadratkilometer. Närmaste större samhälle är Ignacio Allende, 18,1 km öster om Aquiles Serdán. Trakten runt Aquiles Serdán består huvudsakligen av våtmarker.